# Svarttjärnen (Kalls socken, Jämtland, 708836-136569)
Svarttjärnen är en sjö i Åre kommun i Jämtland och ingår i Indalsälvens huvudavrinningsområde.